# Boss SP-303
 (octobre 2021).
La mise en forme du texte ne suit pas les recommandations de Wikipédia : il faut le « wikifier ».
Les points d'amélioration suivants sont les cas les plus fréquents :
- Les titres sont pré-formatés par le logiciel. Ils ne sont ni en capitales, ni en gras.
- Le texte ne doit pas être écrit en capitales (les noms de famille non plus), ni en gras, ni en italique, ni en « petit »…
- Le gras n'est utilisé que pour surligner le titre de l'article dans l'introduction, une seule fois.
- L'italique est rarement utilisé : mots en langue étrangère, titres d'œuvres, noms de bateaux, etc.
- Les citations ne sont pas en italique mais en corps de texte normal. Elles sont entourées par des guillemets français : « et ».
- Les listes à puces sont à éviter, des paragraphes rédigés étant largement préférés. Les tableaux sont à réserver à la présentation de données structurées (résultats, etc.).
- Les appels de note de bas de page (petits chiffres en exposant, introduits par l'outil «  Source ») sont à placer entre la fin de phrase et le point final[comme ça].
- Les liens internes (vers d'autres articles de Wikipédia) sont à choisir avec parcimonie. Créez des liens vers des articles approfondissant le sujet. Les termes génériques sans rapport avec le sujet sont à éviter, ainsi que les répétitions de liens vers un même terme.
- Les liens externes sont à placer uniquement dans une section « Liens externes », à la fin de l'article. Ces liens sont à choisir avec parcimonie suivant les règles définies. Si un lien sert de source à l'article, son insertion dans le texte est à faire par les notes de bas de page.
- La présentation des références doit suivre les conventions bibliographiques. Il est recommandé d'utiliser les modèles {{Ouvrage}}, {{Chapitre}}, {{Article}}, {{Lien web}} et/ou {{Bibliographie}}. Le mode d'édition visuel peut mettre en forme automatiquement les références.
- Insérer une infobox (cadre d'informations à droite) n'est pas obligatoire pour parachever la mise en page.

Pour une aide détaillée, merci de consulter Aide:Wikification.
Si vous pensez que ces points ont été résolus, vous pouvez retirer ce bandeau et améliorer la mise en forme d'un autre article.
Le Boss Dr. Sample SP-303 est un sampler portatif commercialisé par Boss en 2001 comme successeur du Boss SP-202 Dr. Sample. Le SP-303 a été remplacé par le SP-404 en 2005, proposant de nombreuses améliorations et commercialisé cette fois sous la marque Roland Corporation.

## Caractéristiques
Comparé à d'autres samplers bien connus dans le domaine de la production Hip Hop comme l'Ensoniq ASR-10, les MPC Akai, et les modèles SP suivants, le Dr. Sample SP-303 peut sembler limité dans ses possibilités, et c'est justement ce qui rend ce sampler unique. Comme son ancêtre le SP-202, le SP-303 propose huit pads, quatre banques de samples, et une prise pour un micro externe. Mais à la différence de son aîné, le SP-303 est le premier modèle SP, produit par Boss, capable d'échantillonner en qualité CD (44,1 kHz) et propose des échantillonnages à des fréquences plus basses en 22,05 kHz et 11,025 kHz pour la plus basse-fidélité (le SP-202 est capable d'échantillonner à des fréquences encore moins fidèles : 31,25 kHz (hi-fi), 15,63 kHz (standard), 7,81 kHz (lo-fi) jusqu'à 3,91 kHz (lo-fi 2)).
Le sampler est capable de stocker jusqu'à 3 minutes et 12 secondes d'échantillons. Capacité extensible grâce à une carte mémoire SmartMedia (de 8 Mo à 64 Mo max). Le SP-303 propose 26 effets (contre 6 pour le SP-202) pour modifier les samples ou une source audio externe. Pour en citer les principaux, le SP-303 est connu pour ses effets de filtre avec un paramètre de drive, le changement de Pitch d'un sample, ses types de Delay dont un rythmique, le simulateur de craquement de disque Vinyle particulièrement apprécié dans le style LoFi, l'isolateur de fréquence, la réverb, et l'émulation d'écho à bande. Autre caractéristique spécifique au SP-303 : le séquenceur de patterns combinant les boucles et les patterns de samples qui n'existait pas sur le SP-202.

## Musiciens utilisateurs du SP-303
Le SP-303 est entré dans la légende grâce à ses illustres utilisateurs, musiciens et producteurs mais aussi son grain sonore particulier. Dibiase, grand amateur du SP-303 et de son successeur le SP-404, explique : « La différence entre le SP-303 et le SP-404 réside dans le grain du son très différent du 303. Un son plus rocailleux. »,
Ce sampler a été autant utilisé en live qu'en studio par des musiciens comme Animal Collective, Panda Bear, Four Tet, Madlib, ou J Dilla. Dilla est connu pour n'avoir eu besoin que d'un SP-303 et d'une platine 45 tours pour composer 29 des 31 morceaux de son album Donuts alors qu'il était dans son lit d'hôpital, Madlib a produit la majorité de l'album Madvillainy, avec un SP-303, une platine vinyle de voyage, et une platine cassette. Notamment les beats de Strange Ways, Raid, et Rhinestone Cowboy, produits dans une chambre d'hôtel à São Paulo.

## Voir également
- Roland SP-404, 404SX, 404A et 404MKII
- Boss SP-505 (en)
- Roland SP-555 (en)
- Roland SP-606 (en)
- Roland SP-808 (en) et 808EX